# Callodicopus
Callodicopus är ett släkte av steklar. Callodicopus ingår i familjen dvärgsteklar.
Kladogram enligt Catalogue of Life:
| Callodicopus | \| \| Callodicopus crassula \| \| \| \| \| \| Callodicopus cursor \| \| \| \| \| \| Callodicopus longicornis \| \| \| \| \| \| Callodicopus magniclavae \| \| \| \| \| \| Callodicopus silvestriana \| \| \| \| |
|              | \| \| Callodicopus crassula \| \| \| \| \| \| Callodicopus cursor \| \| \| \| \| \| Callodicopus longicornis \| \| \| \| \| \| Callodicopus magniclavae \| \| \| \| \| \| Callodicopus silvestriana \| \| \| \| |
|              | Callodicopus crassula |
|              | |
|              | Callodicopus cursor |
|              | |
|              | Callodicopus longicornis |
|              | |
|              | Callodicopus magniclavae |
|              | |
|              | Callodicopus silvestriana |
|              | |